# R. Lee Ermey
Ronald Lee Ermey (24 tháng 3 năm 1944 – 15 tháng 4 năm 2018) là diễn viên và diễn viên hài người Mỹ.

## Gia đình
Người vợ thứ ba của Ermey là nhà thiết kế Nila Ermey, họ làm đám cưới vào năm 1975.

## Danh sách phim tham gia
- Full Metal Jacket (1987)
- Toy Story (1995)
- Toy Story 2 (1999)
- Father of the Pride (2004)
- Toy Story 3 (2010)